# Georges Roulleaux-Dugage
Georges Roulleaux-Dugage est un homme politique français né le 30 janvier 1849 à Paris et décédé le 19 septembre 1887 à Rouellé (Orne). Il est l'arrière-petit-fils de la fille de Beaumarchais.

## Biographie
Fils d'Henri Charles Roulleaux Dugage, député de l'Hérault sous le second Empire, père de Henri Georges et de Georges Henri, députés de l'Orne. Manufacturier à Suresnes, il participe activement aux expositions universelles. Il est député de l'Orne de 1885 à 1887, siégeant à droite.

## Sources
- « Georges Roulleaux-Dugage », dans Adolphe Robert et Gaston Cougny, Dictionnaire des parlementaires français, Edgar Bourloton, 1889-1891 [détail de l’édition]